# Andrzej Pluta (polityk)
Andrzej Pluta (ur. 3 lipca 1869 w Szklarach, zm. 16 października 1936 tamże) – polski rolnik, działacz społeczny i samorządowy, poseł na Sejm Ustawodawczy oraz Sejm RP I i II kadencji.
Posiadał gospodarstwo rolne w Szklarach o powierzchni 40 ha. Przed II wojną światową założył w rodzinnej wsi kółko rolnicze i kierował kołem Towarzystwa Szkoły Ludowej. Należał do założycieli domu ludowego i szkoły ludowej w Szklarach. Był członkiem Rady Gminnej w Szklarach i Rady Powiatowej w Rzeszowie. Od 1904 należał do Polskiego Stronnictwa Ludowego, od 1912 - Zjednoczenia Niezawisłych Ludowców (w 1913 został sekretarzem jego Rady Ludowej). W 1911 bezskutecznie kandydował do austriackiej Rady Państwa. Od 1914 należał do PSL „Piast”.
W 1918 został wójtem gminy Szklary. Od 1924 pełnił funkcje prezesa Zarządu Powiatowego kolejno PSL „Piast”, Związku Chłopskiego i Stronnictwa Chłopskiego. W latach 1922–1923 był członkiem Zarządu Okręgowego PSL „Piast” w Rzeszowie i jednym z wydawców partyjnego tygodnika Sprawa Ludowa. W 1919 został wiceprezesem Towarzystwa Kółek Rolniczych. Od września 1921 do grudnia 1923 zasiadał w Radzie Naczelnej i Zarządzie Głównym PSL „Piast”. W 1919 został wybrany do Sejmu Ustawodawczego z ramienia PSL „Piast” w okręgu wyborczym nr 43 (Rzeszów). Należał do komisji oświatowej i przemysłowo-handlowej. W Sejmie I kadencji uzyskał reelekcję w okręgu nr 47 (Rzeszów). W nowej kadencji pracował w komisjach: rolnej i do walki z drożyzną oraz został wybrany do Sądu Honorowego. Od 1 grudnia 1920 był wiceprezesem klubu poselskiego PSL „Piast”.
14 grudnia 1923 znalazł się w gronie 14 posłów Klubu Parlamentarnego PSL „Piast”, co doprowadziło do upadku rządu Wincentego Witosa. Przez kilka miesięcy należał do Polskiego Związku Ludowców, od maja 1924 - do Związku Chłopskiego, w którym był prezesem Tymczasowego Zarządu, zaś od 7 lutego 1925 - prezesem Zarządu Głównego. Od 3 marca 1926 był wiceprezesem ZG Stronnictwa Chłopskiego, a od 1927 - prezesem Zarządu Okręgowego SCh w Krakowie. W latach 1929–1931 był wiceprezesem Rady Naczelnej tej partii. Wydawał jej organ Sprawa Chłopska. W 1928 został ponownie wybrany do Sejmu z okręgu rzeszowskiego. Wybrano go też do Senatu w okręgu lwowskim, ale zrzekł się mandatu. W Sejmie III kadencji kierował komisją reform rolnych i był wiceprezesem klubu SCh. Po zjednoczeniu ruchu ludowego pełnił funkcje członka Rady Naczelnej, Zarządu Okręgowego i prezesa Zarządu Powiatowego SL w Rzeszowie. W październiku 1933 został skazany na półtora roku więzienia za antyrządowe przemówienie na obchodach 25-lecia pracy politycznej Witosa w Rakszawie oraz 800 zł grzywny za zwołanie zebrania chłopskiego w Szklarach bez zawiadomienia starostwa.